# Carcharhinus limbatus
Espèce
Répartition géographique
Statut de conservation UICN

 NT  : Quasi menacé
Le requin bordé (Carcharhinus limbatus) est une espèce de requin de la famille des Carcharhinidae. Il est commun dans les eaux côtières tropicales et subtropicales du monde entier, y compris les eaux saumâtres. Les analyses génétiques ont révélé des différences importantes au sein de cette espèce, avec les populations de l'ouest de l'océan Atlantique isolées et distinctes de celles du reste du monde. Il a un corps épais, fusiforme avec un museau pointu, de longues fentes branchiales et pas de crête entre les nageoires dorsales. La plupart des individus ont des pointes ou des bords noirs sur les nageoires pectorales, dorsales, pelviennes et la nageoire caudale. Il atteint une longueur maximale de 2,8 m.
Requins rapides, énergiques chasseurs de poissons, les requins bordés sont capables de sauter hors de l'eau pour attaquer des bancs de petits poissons. Leur attitude a été décrite comme « timide » par rapport à d'autres grands requins de la même famille. Jeunes et adultes forment des groupes de taille variable. Comme d'autres membres de sa famille, c'est un requin vivipare; les femelles portent 1 à 10 petits tous les deux ans. Ils passent les premiers mois de leur vie dans des nurseries peu profondes, élevés par les femelles et reviennent sur leur lieu de naissance pour mettre bas eux-mêmes. En l'absence de mâles, les femelles sont capables de reproduction asexuée. Normalement méfiants envers l'homme, ils peuvent devenir agressifs en présence d'aliments et ont été responsables d'un certain nombre d'attaques sur l'homme.
Le requin bordé est mis en danger par la pêche commerciale et sportive dans de nombreuses parties de son territoire, car on utilise sa viande, sa peau, ses nageoires et son huile de foie. Il a été classé comme Quasi menacé par l'Union internationale pour la conservation de la nature, car son faible taux de reproduction n'arrive pas à compenser la perte due à l'exploitation humaine.

## Taxonomie
Le Requin bordé a été décrit pour la première fois par Achille Valenciennes sous le nom de Carcharias (Prionodon) limbatus dans le Systematische Beschreibung der Plagiostomen de Müller et Henle en 1839, sur la base de deux spécimens trouvés en Martinique,. L'adjectif limbatus est le mot latin pour "bordé", se référant au noir qui borde les nageoires du requin.

## Phylogénie
On pensait que les parents les plus proches du Requin bordé était le Requin gracile (Carcharhinus amblyrhynchoides) et le Requin tisserand (Carcharhinus brevipinna), en raison des similitudes dans la morphologie et le comportement. Toutefois, cette interprétation n'a pas été corroborée par des études de l'ADN mitochondrial et ribosomique qui suggère plutôt une parenté plus proche avec le Requin nez noir (Carcharhinus acronotus). Plus de travail est nécessaire pour résoudre complètement les relations entre les Requins bordés et les autres espèces du genre Carcharhinus.
L'analyse de l'ADN mitochondrial a également révélé la présence de deux lignées distinctes au sein de cette espèce, une occupant l'Atlantique Ouest et l'autre les océans Atlantique Est, Indien et Pacifique. Cela suggère que les seconds sont les descendants de ceux de l'Atlantique Est, ces derniers s'étant retrouvés isolés par l'élargissement de l'océan Atlantique d'une part et la formation de l'isthme de Panama de l'autre. Les requins de ces deux régions se distinguent par leur morphologie, leur coloration et leurs caractéristiques de vie et la lignée de l'Atlantique Est pourrait mériter de former sa propre espèce.
Des dents fossiles appartenant à cette espèce ont été trouvés dans les sédiments au Delaware et en Floride datant du début du Miocène (23-16 Ma),.

## Distribution et habitat
On le trouve dans les trois grands océans jusqu'à 30 mètres de fond. Il peut vivre 12 ans et il est localement abondant en Méditerranée; il est par exemple très abondant sur les côtes de la Costa Brava (Espagne).